# Bonnie Raitt
Bonnie Lynn Raitt (née le 8 novembre 1949 à Burbank en Californie) est une chanteuse et guitariste américaine de blues, country et disciple de John Lee Hooker.
Elle est par ailleurs la fille du chanteur de comédies musicales John Raitt.

## Biographie
En 1979, elle participe aux concerts No Nukes contre l'utilisation de l'énergie nucléaire, organisés par Jackson Browne. En 1990, elle remporte le Grammy Award du meilleur disque de blues traditionnel avec John Lee Hooker pour I'm in the mood. Raitt a été invitée en guest star sur l'album True Love de Toots and the Maytals, qui a gagné le Grammy du meilleur album reggae en 2004.
En 2023, elle remporte le Grammy Award de la chanson de l'année ainsi que celui de la meilleure chanson American Roots pour son morceau Just Like That ainsi que le Grammy de la meilleure prestation Americana pour Made Up Mind.

## Discographie

### Albums studio
- Bonnie Raitt (1971)

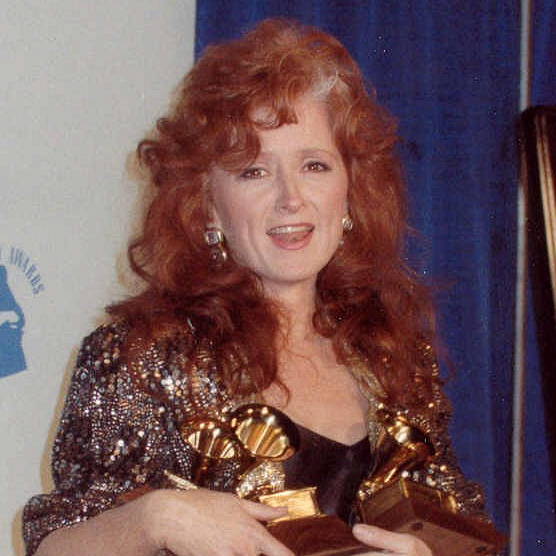
Bonnie Raitt en 1990

- Give It Up (1972) #138 US (Album classé parmi les 50 plus grands albums de tous les temps catégorie « Women who rock » par Rolling Stone[3], et parmi les 500 plus grands albums de tous les temps toutes catégories confondues dans le classement révisé de 2012, à la 495e position.)
- Takin' My Time (1973) #87 US
- Streetlights (1974) #80 US
- Home Plate (1975) #43 US
- Sweet Forgiveness (1977) #25 US
- The Glow (1979) #30 US
- Green Light (1982) #38 US
- Nine Lives (1986) #115 US
- Nick of Time (1989) #1 US, #51 UK
- Luck of the Draw (1991) #2 US, #38 UK
- Longing in Their Hearts (1994) #1 US, #26 UK
- Fundamental (1998) #17 US, #52 UK
- Silver Lining (2002) #13 US
- Souls Alike (2005) #19 US
- Slipstream (2012)
- Dig in Deep (2016)

### Albums en public
- Road Tested (1995) #44 US, #69 UK
- Live At Montreux 1977 & 1991 (2005) DVD
- Bonnie Raitt & Friends (2006) CD/DVD

### Albums virtuels
- iTunes Originals - Bonnie Raitt

### Singles
- Runaway (1977) #57 US
- You're Gonna Get What's Coming (1979) #73 US
- Have a Heart (1990) #49 US
- Nick of Time (1990) #92 US, #82 UK
- Thing Called Love (1990) #86 UK
- Something to Talk About (1991) #5 US
- I Can't Make You Love Me (1991) #18 US, #50 UK
- Not the Only One (1992) #34 US
- Love Sneakin' up on You (1994) #19 US, #69 UK
- You (1994) #92 US, #31 UK
- You Got It (1995) #33 US
- Rock Steady (avec Bryan Adams) (1995) #73 US, #50 UK

### Participations
- 1989 : A Black & White Night de Roy Orbison avec Bruce Springsteen, Jackson Browne, Elvis Costello
- 1992 : Peace to the neighborhood de Pops Staple (Virgin)
- 1994 : The Tractors de Steve Ripley (Arista) avec Ry Cooder, Jim Keltner, J.J. Cale, Leon Russell…
- 1996 : Looking East de Jackson Browne (Elektra) avec David Lindley, Ry Cooder…
- 1996 : A Tribute to Stevie Ray Vaughan avec BB King, Buddy Guy, Dr. John, Eric Clapton, Jimmie Vaughan…
- 2001 : São Vicente di Longe de Cesária Évora

## Films
Elle est apparue dans le documentaire de 2011 Reggae Got Soul: The Story of Toots and the Maytals (Le reggae a de l’âme: l’histoire de Toots and the Maytals) qui a été diffusé sur la chaîne BBC et a été décrit comme « l’histoire jamais racontée de l’un des artistes les plus influents à avoir jamais émergé de Jamaïque ».